# Fortunato da Veiga Coutinho
Fortunato da Veiga Coutinho (* 13. Oktober 1920 in Margao, Portugiesisch-Indien; † 8. Februar 1967) war ein indischer Geistlicher und römisch-katholischer Bischof von Belgaum.

## Leben
Fortunato da Veiga Coutinho studierte Philosophie und Katholische Theologie am Priesterseminar in Rachol. Am 26. Oktober 1944 empfing er das Sakrament der Priesterweihe für das Bistum Bangalore. 1957 wurde Coutinho an der Katholischen Universität Löwen mit der Arbeit De vicissitudinibus Ecclesiae Indiae deque eius Dioecesium ritus latini constitutione paroeciali („Über die Veränderungen der Kirche Indiens und die pfarrliche Verfassung ihrer Diözesen des lateinischen Ritus“) im Fach Kanonisches Recht promoviert und 1958 erwarb er mit einer Arbeit über die geschichtliche Entwicklung des Pfarrwesens in Indien einen Magister im Fach Katholische Theologie.
Am 2. Juli 1962 ernannte ihn Papst Johannes XXIII. zum Titularbischof von Sagalassus und zum Koadjutorbischof von Belgaum. Der Erzbischof von Bangalore, Thomas Pothacamury, spendete ihm am 3. September desselben Jahres die Bischofsweihe; Mitkonsekratoren waren der Bischof von Mangalore, Raymond D’Mello, und der Weihbischof in Bombay, Longinus Gabriel Pereira.
Mit dem Rücktritt von Michael Rodrigues am 15. März 1964 folgte Fortunato da Veiga Coutinho ihm als Bischof von Belgaum nach. Coutinho nahm an allen vier Sitzungsperioden des Zweiten Vatikanischen Konzils teil.

## Schriften
- De vicissitudinibus Ecclesiae Indiae deque eius Dioecesium ritus latini constitutione paroeciali. Löwen 1954, OCLC 1130489007.
- La dotation des paroisses de Goa au XVIe siècle. In: La Revue d’histoire ecclésiastique. Band 52, Nr. 4, 1957, S. 843–864.
- Le régime paroissial des diocèses de rite latin de l’Inde: des origines (XVIe siècle) à nos jours (= Universitas catholica Lovaniensis. Dissertationes ad gradum magistri in Facultate Theologica vel in Facultate Juris Canonici consequendum conscriptae, series III. Band 5). Publications Universitaires-Béatrice Nauwelaerts, Löwen 1958, OCLC 417781212.